# Seznam asijských států
Seznam asijských států obsahuje všechny nezávislé, závislé a neuznané státy a územní celky, které alespoň částečně zasahují na území Asijského kontinentu. Téměř všechny leží větší částí svého území v Asii jedinou výjimkou je Egypt a kromě Egypta a Ruska mají všechny hlavní město položené v Asii (výjimkou mohou být zakavkazské státy Arménie, Ázerbájdžán, Gruzie, Jižní Osetie a Náhorní Karabach, kterými probíhá sporná hranice Evropy a Asie). Celkem se jedná o 49 členských států OSN, 6 částečně uznaných států a 6 závislých území.

## Hranice Asie
Hranice Asie s Afrikou je poměrně jasná probíhá nejužším místem Suezské šíje, které se téměř kryje s trasou Suezského průplavu. To znamená, že Sinajský poloostrov je součást Asie, a Egypt tedy zasahuje na asijské území. I přesto, že spolu Asie a Austrálie přímo (na pevnině) nesousedí, hranice mezi nimi je kvůli velikému množství ostrovů poměrně sporná. Ostrov Nová Guinea se obvykle řadí k Oceánii, což znamená, že území Indonésie zasahuje do obou světadílů. Nejspornější hranici má Asie s Evropou. V České republice je nejvíce vyučovaná a uznávaná verze, kdy hranice jde po východním úpatí pohoří Ural, horním toku řeky Ural a po řece Embě do Kaspického moře, odtud Kumomanyčskou sníženinou podél řek Kuma a Manyč až po ústí Manyče do Donu a po něm do Azovského moře. V jiných zemích (podle jiných geografů či politiků) existují jiné verze. Nejspornější je jihovýchodní tedy kavkazská hranice, která se pohybuje od řek Kuma a Manyč až k hranicím Turecka a Íránu. Kvůli tomu se všechny zakavkazské uznané i neuznané státy pohybují mezi Asií a Evropou. Předmětem sporu může být i ostrov Kypr, který je někdy (spíše kvůli kulturním a politickým vazbám) řazen do Evropy, ačkoli z geografického hlediska je zřejmou součástí Asie.

## Seznam států

### Členské státy OSN
| * | = Státy, které zasahují částí svého území do jiného kontinentu nebo není jednoznačně jasné, na území kterého kontinentu se nacházejí. |

| Vlajka | Mapa                                | Název státu             | Hlavní město               | Počet obyvatel | Rozloha        |
| ------ | ----------------------------------- | ----------------------- | -------------------------- | -------------- | -------------- |
|        |                                     | Afghánistán             | Kábul                      | 29 835 392     | 647 500 km²    |
|        |                                     | Arménie                 | Jerevan                    | 3 215 800      | 29 743 km²     |
|        |                                     | Ázerbájdžán             | Baku                       | 9 165 000      | 86 600 km²     |
|        |                                     | Bahrajn                 | Manáma                     | 1 234 571      | 665 km²        |
|        |                                     | Bangladéš               | Dháka                      | 162 221 000    | 144 000 km²    |
|        |                                     | Bhútán                  | Thimbú                     | 777 486        | 47 000 km²     |
|        |                                     | Brunej                  | Bandar Seri Begawan        | 455 500        | 5 765 km²      |
|        |                                     | Čína                    | Peking                     | 1 339 724 852  | 9 596 960 km²  |
|        |                                     | Egypt                   | Káhira                     | 84 550 000     | 1 001 739 km²  |
|        |                                     | Filipíny                | Manila                     | 98 313 622     | 300 000 km²    |
|        |                                     | Gruzie                  | Tbilisi                    | 4 630 841      | 69 700 km²     |
|        |                                     | Indie                   | Nové Dillí                 | 1 210 000 000  | 3 287 590 km²  |
|        |                                     | Indonésie               | Jakarta                    | 231 369 500    | 1 919 440 km²  |
|        |                                     | Irák                    | Bagdád                     | 32 847 000     | 438 317 km²    |
|        |                                     | Írán                    | Teherán                    | 71 208 000     | 1 873 959 km²  |
|        |                                     | Izrael                  | Jeruzalém                  | 8 002 300      | 21 640 km²     |
|        |                                     | Japonsko                | Tokio                      | 127 417 244    | 377 835 km²    |
|        |                                     | Jemen                   | Saná                       | 20 727 063     | 527 970 km²    |
|        |                                     | Jižní Korea             | Soul                       | 48 422 644     | 98 480 km²     |
|        |                                     | Jordánsko               | Ammán                      | 6 508 887      | 89 342 km²     |
|        |                                     | Kambodža                | Phnompenh                  | 13 607 069     | 181 040 km²    |
|        |                                     | Katar                   | Dauhá                      | 1 600 000      | 11 437 km²     |
|        |                                     | Kazachstán              | Astana                     | 16 594 000     | 2 717 300 km²  |
|        |                                     | Kuvajt                  | Kuvajt                     | 2 335 648      | 17 818 km²     |
|        |                                     | Kypr                    | Nikósie                    | 923 272        | 9 251 km²      |
|        |                                     | Kyrgyzstán              | Biškek                     | 5 146 281      | 198 500 km²    |
|        |                                     | Laos                    | Vientiane                  | 6 477 211      | 236 800 km²    |
|        |                                     | Libanon                 | Bejrút                     | 3 727 703      | 10 452 km²     |
|        |                                     | Malajsie                | Kuala Lumpur               | 27 700 000     | 329 750 km²    |
|        |                                     | Maledivy                | Male                       | 515 132        | 298 km²        |
|        |                                     | Mongolsko               | Ulánbátar                  | 2 650 952      | 1 564 116 km²  |
|        |                                     | Myanmar (Barma)         | Neipyijto                  | 55 124 000     | 676 578 km²    |
|        |                                     | Omán                    | Maskat                     | 2 967 717      | 309 500 km²    |
|        |                                     | Nepál                   | Káthmándú                  | 28 563 377     | 147 181 km²    |
|        |                                     | Pákistán                | Islámábád                  | 204 925 000    | 803 940 km²    |
|        |                                     | Rusko                   | Moskva                     | 143 200 000    | 17 075 400 km² |
|        |                                     | Saúdská Arábie          | Rijád                      | 26 680 000     | 2 149 690 km²  |
|        |                                     | Severní Korea           | Pchjongjang                | 22 912 177     | 120 540 km²    |
|        |                                     | Singapur                | Singapur                   | 5 312 400      | 710,2 km²      |
|        |                                     | Spojené arabské emiráty | Abú Dhabí                  | 8 264 070      | 83 600 km²     |
|        |                                     | Srí Lanka               | Šrí Džajavardanapura Kotte | 22 409 000     | 65 610 km²     |
|        | Syria (orthographic projection).svg | Sýrie                   | Damašek                    | 22 500 000     | 185 180 km²    |
|        |                                     | Tádžikistán             | Dušanbe                    | 7 163 506      | 143 100 km²    |
|        |                                     | Thajsko                 | Bangkok                    | 65 444 371     | 513 115 km²    |
|        |                                     | Turecko                 | Ankara                     | 74 724 269     | 780 580 km²    |
|        |                                     | Turkmenistán            | Ašchabad                   | 5 110 023      | 488 100 km²    |
|        |                                     | Uzbekistán              | Taškent                    | 30 000 000     | 447 400 km²    |
|        |                                     | Vietnam                 | Hanoj                      | 90 549 390     | 329 560 km²    |
|        |                                     | Východní Timor          | Dili                       | 1 040 880      | 14 609 km²     |

### Částečně uznané státy
| Vlajka | Mapa | Název státu      | Hlavní město | Počet obyvatel | Rozloha    |
| ------ | ---- | ---------------- | ------------ | -------------- | ---------- |
|        |      | Abcházie         | Suchumi      | 240 705        | 8 665 km²  |
|        |      | Náhorní Karabach | Stepanakert  | 138 000        | 11 458 km² |
|        |      | Palestina        | Ramaláh      | 5 483 450      | 6 220 km²  |
|        |      | Severní Kypr     | Lefkoşa      | 265 100        | 3 355 km²  |
|        |      | Tchaj-wan        | Tchaj-pej    | 22 894 384     | 35 980 km² |
|        |      | Jižní Osetie     | Cchinvali    | 70 000         | 3 900 km²  |

### Závislá území
| Vlajka | Mapa | Název státu                   | Hlavní město     | Počet obyvatel | Rozloha   |
| ------ | ---- | ----------------------------- | ---------------- | -------------- | --------- |
|        |      | Akrotiri a Dekelia            | Episkopi         | 14 500         | 254 km²   |
|        |      | Britské indickooceánské území | žádné            | 3 500          | 60 km²    |
|        |      | Hongkong                      | Hongkong         | 6 978 000      | 1 103 km² |
|        |      | Kokosové ostrovy              | West Island      | 628            | 14 km²    |
|        |      | Macao                         | Macao            | 552 000        | 28 km²    |
|        |      | Vánoční ostrov                | Flying Fish Cove | 1 493          | 135 km²   |